# Kristopher McNeill

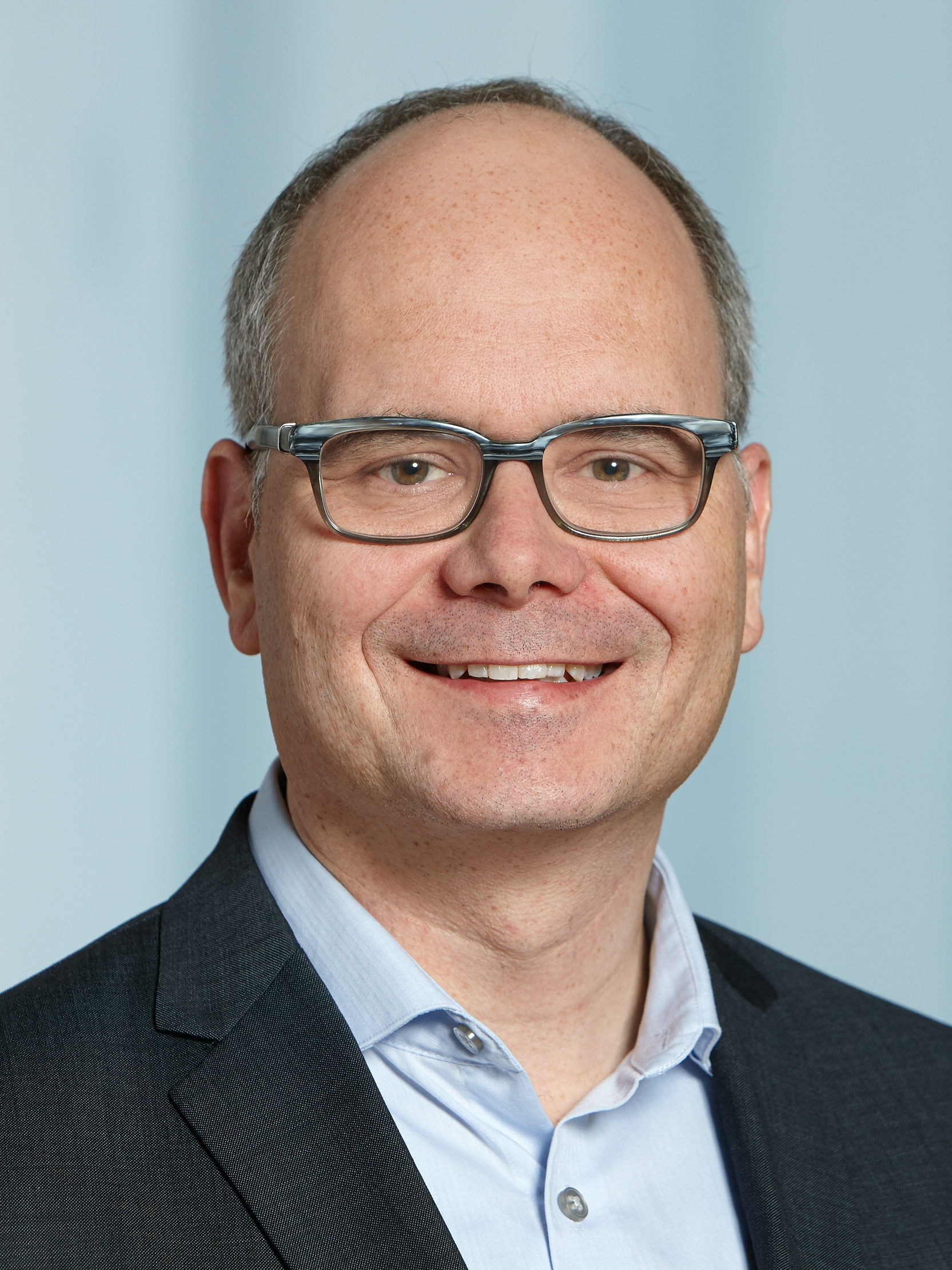
Kristopher McNeill (2018)

Kristopher Paul McNeill (* 26. Juni 1970 in Tucson) ist ein US-amerikanischer Umweltchemiker. Seit 2009 ist er Professor für Umweltchemie an der ETH Zürich.

## Forschung
Von 1992 bis 1997 verfasste McNeill an der University of California, Berkeley seine Dissertation zum Thema „Mechanistic Studies of beta-Methyl Elimination at Ruthenium(II) and the Reduction of Nitric Oxide by Zirconium(II)“. Betreut wurde er dabei von Robert G. Bergman und Richard A. Andersen.
Forschungsschwerpunkte von McNeill sind Mechanismen chemischer Reaktionen in der aquatischen Umwelt, insbesondere:
- Photochemische Bildung reaktiver Sauerstoffspezies
- Abbau von Umweltschadstoffen
- Photochemie von Proteinen, Peptiden und Aminosäuren
- Biologisch abbaubare Polymere

Laut Google Scholar hat McNeill einen h-Index von 68 und kommt auf insgesamt 16755 Zitierungen.

## Viel zitierte Publikationen
- Anne L. Boreen, William A. Arnold, Kristopher McNeill: Photochemical Fate of Sulfa Drugs in the Aquatic Environment: Sulfa Drugs Containing Five-Membered Heterocyclic Groups. In: Environmental Science & Technology. Band 38, Nr. 14, 2004, S. 3933–3940, doi:10.1021/es0353053.
- Anne L. Boreen, William A. Arnold, Kristopher McNeill: Photodegradation of pharmaceuticals in the aquatic environment: A review. In: Aquatic Sciences. Band 65, Nr. 4, 2003, S. 320–341, doi:10.1007/s00027-003-0672-7.
- Jennifer L. Packer, Jeffrey J. Werner, Douglas E. Latch, Kristopher McNeill, William A. Arnold: Photochemical fate of pharmaceuticals in the environment: Naproxen, diclofenac, clofibric acid, and ibuprofen. In: Aquatic Sciences. Band 65, Nr. 4, 2003, S. 342–351, doi:10.1007/s00027-003-0671-8.
- Kristopher McNeill, Silvio Canonica: Triplet state dissolved organic matter in aquatic photochemistry: reaction mechanisms, substrate scope, and photophysical properties. In: Environmental Science: Processes & Impacts. Band 18, Nr. 11, 2016, S. 1381–1399, doi:10.1039/C6EM00408C.